# Motorcycle Action Group Belgium
Motorcycle Action Group Belgium vzw -asbl
Motorcycle Action Group (M.A.G.) was een belangenvereniging voor motorrijder en had tot doel op te komen voor de rechten van de motorrijders in België. De organisatie is per 31 december 2020 opgeven.
In het begin van de jaren 80 begon de Europese Unie met het formuleren van Europese motorwetgeving. Naar aanleiding daarvan verenigden motorrijders zich om op dit proces invloed uit te kunnen oefenen. Dit gebeurde ook in andere Europese landen.
Onder impuls van M.A.G. Nederland, M.A.G. UK, M.A.G. Oostenrijk, FFMC uit Frankrijk, MOTOE uit Griekenland en het Luxemburgse LMI werd in 1988 te Straatsburg een eerste Europese manifestatie (Eurodemo) georganiseerd. De Federation of European Motorcyclists, FEM, was geboren. Aanvankelijk was de federatie gestationeerd in Engeland. In 1991 verhuisde de FEM naar België en vestigde zich te Charleroi. De toenmalige secretaris van FEM, organiseerde enkele informatievergaderingen voor Belgische motorrijders. Hieruit werd in januari 1992 uiteindelijk Motorcycle Action Group Belgium opgericht.
Op Europees vlak ontpopt M.A.G. Belgium zich tot een van de kernleden van de Europese overkoepelende organisatie. Verschillende wetsvoorstellen worden ofwel gewijzigd ten voordele van de motorrijders, ofwel volledig verworpen. Zo werden de campagnes tegen de vermogenbeperking, al te strenge geluidsnormen, beperkingen in de bandenkeuze en beperkingen op het ‘zelf sleutelen’ met succes afgesloten.
M.A.G. speelde ook een belangrijke rol in de samensmelting van de 2 Europese verenigingen, FEM en EMA, in FEMA, de Federation of European Motorcyclists Associations. FEMA werd opgericht in januari 1998 en vertegenwoordigt ruim 400.000 Europese motorrijders.